# ناراین کارتیکیان
ناراین کارتیکیان (انگلیسی: Narain Karthikeyan؛ زادهٔ ۱۴ ژانویهٔ ۱۹۷۷) راننده خودروی مسابقه‌ای و فرمول یک اهل هند است.
وی در سال ۲۰۰۵، ۲۰۱۱ و ۲۰۱۱ در مسابقات فرمول یک و در سال ۲۰۰۹ در مسابقات ۲۴ ساعته لمانز شرکت کرده است.